# الوارو انتون (بازیکن فوتبال زاده ۱۹۸۳)
الوارو انتون (انگلیسی: Álvaro Antón؛ زادهٔ ۲۸ دسامبر ۱۹۸۳) بازیکن فوتبال اهل اسپانیا است.
از باشگاه‌هایی که در آن بازی کرده‌است می‌توان به باشگاه فوتبال رکریتیوو اوئلوا، باشگاه فوتبال رئال وایادولید، باشگاه فوتبال پومفرادینا، و باشگاه فوتبال نومانسیا اشاره کرد.